# Le K2 (Courchevel)
L'Hôtel Le K2 Palace est un hôtel de Courchevel appartenant aux investisseurs Philippe Capezzone et à Jean Moueix, héritier des vins Petrus. Il a ouvert ses portes en décembre 2011.
Il bénéficie de la distinction française de palace.

## Historique
Ouvert en décembre 2011, «Le K2» a été imaginé par les créateurs du Kilimandjaro, un hôtel 5 étoiles de Courchevel,.
Rendant hommage à l'Himalaya, il se distingue par sa décoration plongeant ses invités dans une ambiance népalaise au cœur des Alpes françaises.
Par la suite, l'hôtel du Kilimandjaro a été transformé en «Hôtel Le K2 Altitude» et un troisième hôtel 4 étoiles nommé «Hôtel Le K2 Djola», a été ouvert dans le centre-ville de la station.
Il obtient la distinction palace en juillet 2014 et entre dans le consortium hôtelier très fermé de "The Leading Hotels of the World' en 2017.

## Présentation
L'hôtel propose cinq chalets privés, vingt-neuf chambres et suites ainsi que cinq suites-chalets de 3 chambres chacune. La superficie est entre 50 et 105 m2 en moyenne pour les chambres, entre 280 et 300 m² pour les suites-chalets et entre 500 et 600m² pour les chalets.
Le K2 possède également un spa «Goji Spa by Nescens» de 550 m2 répartis sur deux niveaux, mais aussi un Night Club/Cinéma, un espace enfant et une boutique «Ski Shop» proposant, sur une surface de vente de plus de 150 m2, une sélection de vêtements de ski de grande marque.
Son restaurant phare, "Le Sarkara" a été récompensé d'une première étoile en 2019 puis d'une deuxième en 2020. En février 2024, Sébastien Vauxion, chef du Sarkara, est élu meilleur pâtissier du monde pour l'année 2024 par l'association Les Grandes Tables du Monde.
Son restaurant est le premier restaurant gastronomique de desserts au monde primé par le Guide Michelin.
L'Hôtel Le K2 Palace propose également deux autres restaurants : "Le Bottleneck", spécialisé dans la cuisine à la braise et les fondues ainsi que "L'Altiplano 2.0" qui offre une cuisine péruvienne exotique.
En 2024, le Guide Michelin récompense l'Hôtel Le K2 Palace de 3 Clefs Michelin "séjour extraordinaire", la plus haute distinction de ce nouveau système de notation.